# Pamela Pezzutto
Pamela Pezzutto (Sacile, 17 luglio 1981) è una tennistavolista italiana.
Dal 2005, in seguito a un incidente automobilistico, si muove su una sedia a rotelle.
Alle Paralimpiadi di Pechino 2008 ha vinto due medaglie d'argento, nel singolare e nel torneo a squadre.